# Familiar to Millions
Familiar to Millions — первый концертный альбом британской группы Oasis, вышедший в 2000 году в аудио и видео вариантах. Песни 1-17 были записаны во время концерта Oasis на стадионе «Уэмбли» в Лондоне 21 июля 2000 года. Песня № 18 записана на концерте в Милуоки, США 16 апреля 2000 года.

## Список композиций
Все песни, кроме № 15 и № 18, написаны Ноэлем Галлахером
1. «Fuckin' In The Bushes» — 3:02
2. «Go Let It Out» — 5:29
3. «Who Feels Love?» — 6:02
4. «Supersonic» — 4:31
5. «Shakermaker» — 5:13
6. «Acquiesce» — 4:17
7. «Step Out» — 3:52
8. «Gas Panic!» — 8:15
9. «Roll With It» — 4:43
10. «Stand By Me» — 5:48
11. «Wonderwall» — 4:43
12. «Cigarettes & Alcohol» — 6:55
13. «Don’t Look Back in Anger» — 5:27
14. «Live Forever» — 5:07
15. «Hey Hey, My My» (написана Нилом Янгом) — 3:45
16. «Champagne Supernova» — 6:36
17. «Rock 'n' Roll Star» — 7:23
18. «Helter Skelter» (написана Джоном Ленноном и Полом МакКартни) — 6:30